# بابیس
بابیس (به چکی: Babice) یک منطقهٔ مسکونی در جمهوری چک است که در Uherské Hradiště District واقع شده‌است. بابیس ۶٫۶۱ کیلومتر مربع مساحت و ۱٬۷۳۶ نفر جمعیت دارد و ۱۸۳ متر بالاتر از سطح دریا واقع شده‌است.